# Josef Gruber (Komponist)
Josef Gruber (* 18. April 1855 in Wösendorf in der Wachau; † 2. Dezember 1933 in Linz) war ein österreichischer Organist und Komponist.

## Leben
Josef Gruber wuchs in Wösendorf, einer Stiftspfarre von St. Florian auf. Daher kam er früh mit Kirchenmusik in Kontakt und wurde Sängerknabe in dem Augustiner-Chorherrenstift, wo er seine ersten musikalischen Impulse unter dem damaligen Stiftskapellmeister Ignaz Traumihler (1815–1884) erhielt. Gruber studierte zusätzlich Harmonielehre bei Anton Bruckner, der zu dieser Zeit Stiftsorganist war. Kompositionsunterricht nahm er ab 1906 bei Johann Evangelist Habert. 1878 wurde Josef Gruber Stiftsorganist in St. Florian. Er war ab 1906 bis zu seinem Ruhestand Professor für Musik an der Lehrerbildungsanstalt und zeitgleich Kirchenmusiker an der Kapuzinerkirche in Linz.

## Wirken
Grubers Kompositionen waren in der Frühzeit seines Schaffens durch den Einfluss von Ignaz Traumihler stark vom strengen Cäcilianismus geprägt. Später wurde sein Werk zunehmend von Bruckner und Deubler, dem Nachfolger von Traumihler beeinflusst. So entstand eine pragmatische Kirchenmusik, wie sie zu Beginn des 20. Jahrhunderts entwickelt wurde. Seine Werke sind eine Synthese von österreichischem Cäcilianismus und einer klassizistisch konzertanten Richtung. Seine Musik zeichnet sich durch leichte Singbarkeit und  formale Klarheit aus. Daher werden Grubers Werke nach einer Statistik in mehr als 1200 österreichischen Kirchen gesungen. In Süddeutschland ist die Zahl um ein Vielfaches höher.
Als Lehrer vermittelte Gruber fast zwei Generationen das Rüstzeug für den kirchenmusikalischen Dienst.

## Werke
Gruber schuf über 300 kirchenmusikalische Werke, darunter 58 Messen und 17 Requien. Er hinterließ außerdem zahlreiche Proprien, deutsche Messen, deutsche Lieder, Litaneien, Orgelwerke und ein Handbuch für die Orgel in drei Teilen sowie eine Orgelschule und ein Präludienbuch.
A-cappella-Werke
- Requiem Es, op. 3
- Thomasmesse, op. 83, 7-stimmig
- Missa „Salve Regina“, op. 197

Mit Orgelbegleitung
- Theresienmesse, op. 31
- Aloysiusmesse, op. 76
- Familienmesse, op. 117

Mit Orchesterbegleitung
- Missa St. Petri, op. 14
- Requiem d, op. 20
- Elisabethmesse, op. 36
- Jubiläumsmesse, op. 40
- Missa Papae Leonis, op. 151
- Missa in honorem St. Cäciliä, op. 79